# Herman Rundgren
Claes Herman Rundgren, född 12 augusti 1819 i Stockholm, död 19 september 1906 i Karlstad. Kyrkoherde, biskop och riksdagsman. Ledamot av Svenska Akademien 1887–1906, stol 4, samt överhovpredikant.

## Biografi
Rundgren tog studenten i Uppsala 1837, prästvigdes 1846 och utsågs till pastor i Uppsala domkyrkoförsamling 1848. Han var docent vid teologiska fakulteten vid Uppsala universitet från 1849 och blev teologie doktor 1860. Herman Rundgren arbetade som kyrkoherde i Norrköpings S:t Olai församling och i S:t Johannes landsförsamling från 1852, utnämndes till överhovpredikant vid hovförsamlingen 1870 och var biskop i Karlstads stift 1872–1906.
Rundgren var även politiskt aktiv, både som kommunal-, landstings- och riksdagspolitiker. Han var riksdagsman i prästeståndet 1856–1866, ledamot av andra kammaren 1870–1872 (för Norrköpings valkrets) och 1876–1882 (för Karlstads och Filipstads valkrets).
Rundgren är begravd på Västra kyrkogården i Karlstad.

## Ordnar och utmärkelser
- Kommendör av första klass av Kungliga Nordstjärneorden.
- Riddare av Kungliga Carl XIII:s orden.